# Yves Thériault
Yves Thériault (ur. 28 listopada 1916 w Québecu, zm. 20 października 1983 w Joliette lub Rawdon) – kanadyjski pisarz francuskojęzyczny.

## Życiorys
W wieku 15 lat porzucił szkołę. Zanim poświęcił się pisaniu, próbował wielu zawodów. W latach 1943–1945 pracował jako pisarz dla National Film Board, a 1945-1950 dla Radio Canada, w 1944 opublikował swoją pierwszą książkę, Contes pour un homme seul. W 1954 napisał powieść Aaron o problemach żydowskiej rodziny żyjącej wśród gojów, która przyniosła mu popularność. Okrzyknięty literackim geniuszem, był autorem poczytnych opowieści z życia Indian i Inuitów oraz innych mniejszości etnicznych Kanady – Życie za śmierć (1958, wyd. pol. 1972), Ashini (1960), N’Tsuk (1968) i Tayaout, fils d’Agaguk (1969).